# Шафляри (гміна)
Гміна Шафляри (пол. Gmina Szaflary) — сільська гміна у південній Польщі. Належить до Новотарського повіту Малопольського воєводства.
Станом на 31 грудня 2011 у гміні проживало 10695 осіб.

## Площа
Згідно з даними за 2007 рік площа гміни становила 54.31 км², у тому числі:
- орні землі: 79.00%
- ліси: 15.00%

Таким чином, площа гміни становить 3.68% площі повіту.

## Населення
Станом на 31 грудня 2011:
| Опис     | Загалом | Загалом | Чоловіки | Чоловіки | Жінки | Жінки |
| -------- | ------- | ------- | -------- | -------- | ----- | ----- |
| одиниця  | осіб    | %       | осіб     | %        | осіб  | %     |
| все      | 10695   | 100     | 5349     | 50.01    | 5346  | 49.99 |
| міське   | 0       | 100     | 0        |          | 0     |       |
| сільське | 10695   | 100     | 5349     | 50.01    | 5346  | 49.99 |

## Сусідні гміни
Гміна Шафляри межує з такими гмінами: Білий Дунаєць, Буковіна-Татшанська, Новий Тарґ, Новий Торг, Чорний Дунаєць.